# Coenosia subgracilis
Coenosia subgracilis är en tvåvingeart som beskrevs av Xue och Xiaolong Cui 2001. Coenosia subgracilis ingår i släktet Coenosia och familjen husflugor.
Artens utbredningsområde är Qinghai (Kina). Inga underarter finns listade i Catalogue of Life.